# Cheat Engine
O Cheat Engine, geralmente abreviado CE, é um software de código aberto que modifica os programas (de modo geral é usado para jogos) conforme o pretendido, sendo para ganhar mais pontos, para ter mais vidas, mais energia entre outras habilidades que podem variar, dependendo do jogo e do usuário que o utiliza. É um programa editor de hex e debugger capaz de ler e escrever na memória. É muito usado para trapacear em jogos de computador e pode ser usado para definir a dificuldade do jogo. Pode ser recompilado para evitar detecção do alvo.

Alguns programas antivírus detectam-no como vírus por engano, por isso é melhor, em alguns casos, desativar o antivírus antes de instalar ou executar o Cheat Engine.

O Cheat Engine é apenas para fins educacionais.

## Funções
O Cheat Engine também é um depurador, desmontador, montador, speedhack, hacker, ferramenta de manipulação em 3D, injector de dlls e muito mais.